# Zwergkuhle 2, 3 (Quedlinburg)

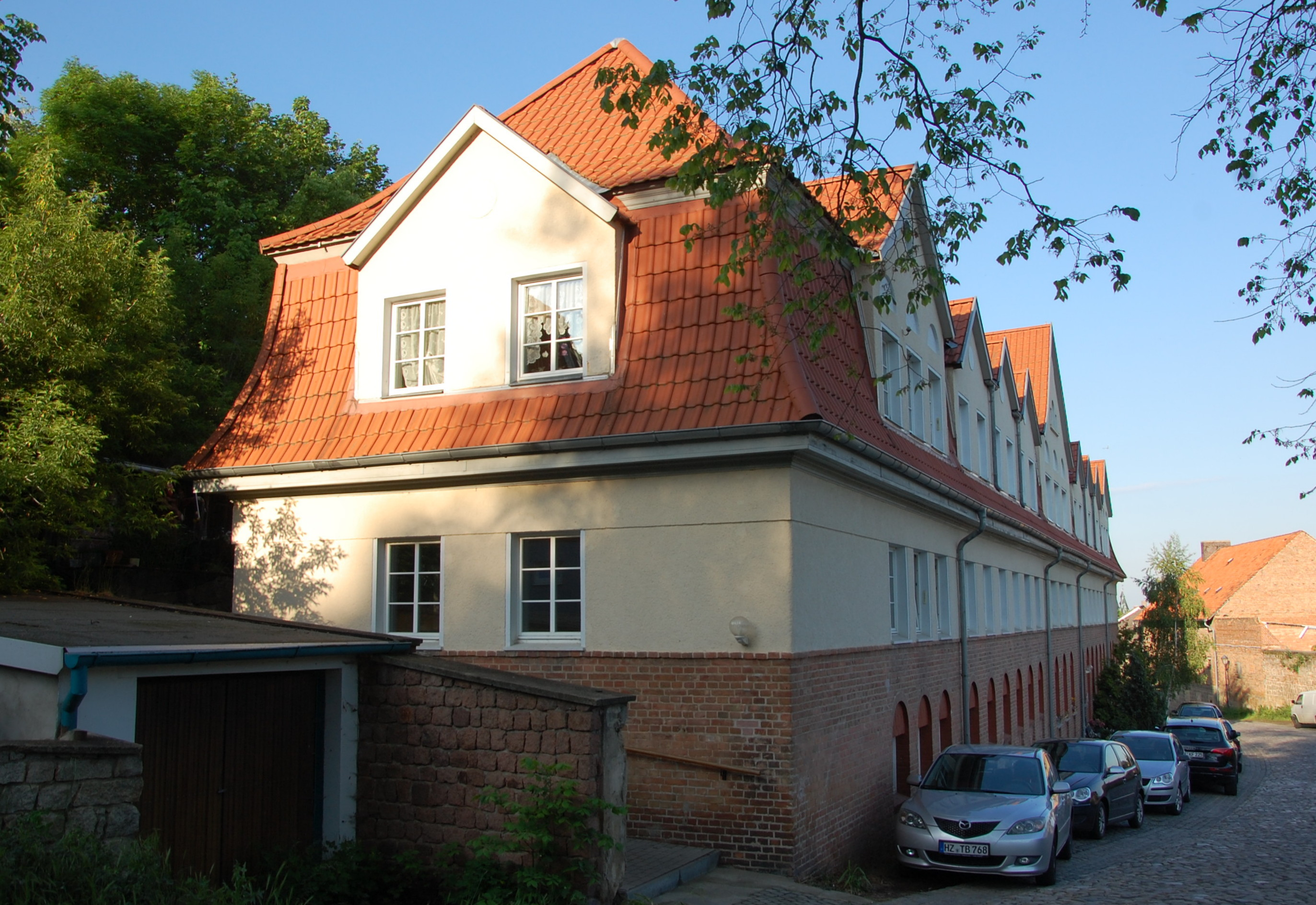
Haus Zwergkuhle 2, 3, Blick von Westen

Das Haus Zwergkuhle 2, 3 ist ein denkmalgeschütztes Gebäude in der Stadt Quedlinburg in Sachsen-Anhalt.

## Lage
Das im Quedlinburger Denkmalverzeichnis als Wohnhaus eingetragene Gebäude befindet sich westlich der historischen Quedlinburger Altstadt, nördlich des Münzenberges in einer Hanglage. Es erstreckt sich auf der Nordseite der Straße Zwergkuhle.

## Architektur und Geschichte
Das langgestreckte Gebäude entstand in den 1920er Jahren im sogenannten Heimatstil. Der zweigeschossige Bau ist horizontal durch den Einsatz unterschiedlicher Materialien in zwei Bereiche unterteilt. Bedeckt ist der Bau von einem Mansarddach. Durch mehrere Giebelhäuser besteht eine Gliederung des Hauses.